# Čeladná (przystanek kolejowy)
Čeladná – przystanek kolejowy w Čeladnej (powiat Frydek-Mistek) pod adresem Čeladná 372, w kraju morawsko-śląskim, w Czechach. Znajduje się na wysokości 425 m n.p.m. i leży na linii kolejowej nr 323.